# Kaito Kamiya
Kaito Kamiya (japanisch 神谷 凱士 Kamiya Kaito; * 16. Juni 1997 in Nishio, Präfektur Aichi) ist ein japanischer Fußballspieler.

## Karriere
Kaito Kamiya erlernte das Fußballspielen in der Universitätsmannschaft der Tokai Gakuen University. Seinen ersten Profivertrag unterschrieb er am 1. Februar 2020 bei Kawasaki Frontale. Der Verein aus Kawasaki, einer Stadt in der Präfektur Kanagawa, spielte in der ersten japanischen Liga. 2020 feierte er mit dem Verein die japanische Meisterschaft und den Gewinn des Kaiserpokals. 2020 kam er in der ersten Liga nicht zum Einsatz. Sein Erstligadebüt gab Kaito Kamiya am 2. Juni 2021 (21. Spieltag) im Auswärtsspiel gegen den Yokohama FC. Hier wurde er in der 90.+3 Minute für Kyōhei Noborizato eingewechselt. Am Ende der Saison feierte er mit Frontale seine zweite Meisterschaft sowie den Gewinn des Supercups. Die Saison 2022 wurde er an den Drittligisten Fujieda MYFC ausgeliehen. Am Ende der Saison 2022 feierte er mit dem Verein die Vizemeisterschaft und den Aufstieg in die zweite Liga. Die Saison 2023 spielte er ebenfalls auf Leihbasis beim in der zweiten Liga spielenden Ventforet Kofu. Für den Klub aus Kōfu bestritt er ein Ligaspiel. Nach der Ausleihe wurde Kamiya am 1. Februar 2024 fest von dem Verein aus Kōfu unter Vertrag genommen. Nach nur einer Spielzeit, in der er sieben Ligaspiele bestritt, wechselte er im Januar 2025 zum Drittligisten FC Ryūkyū.

## Erfolge
Kawasaki Frontale
- Japanischer Meister: 2020, 2021
- Japanischer Pokalsieger: 2020
- Japanischer Supercup-Sieger: 2021

Fujieda MYFC
- Japanischer Drittligavizemeister: 2022  ▲

## Sonstiges
Kaito Kamiya ist der Zwillingsbruder von Ryōto Kamiya.